# Jitschak Abarbanel
Jitschak ben Jehoeda Abarbanel, kortweg (Jitschak) Abarbanel of Isaac Abravanel, Hebreeuws: יצחק בן יהודה אברבנאל, (Lissabon, 1437 - Venetië, 1508) was een Spaans-Portugees rabbijn, filosoof, Thoraverklaarder, staatsman en econoom. Hij is het bekendst van zijn verklaring op de Thora en wordt vaak simpelweg als De Abarbanel geciteerd.

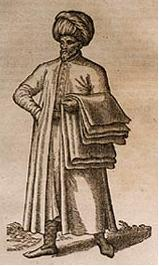
Jitschak ben Jehoeda Abarbanel

Jitschak Abarbanel stamde uit het beroemde rijke Abarbanel-geslacht, ook wel gespeld als Abravanel of Abrabanel. Hij was geboren in Lissabon en overleed in Venetië, waarna hij naast de prominente rabbijn van Padua rabbijn Jehoeda Mints, in Padua werd begraven.
Hij vervulde een belangrijke functie als minister van Financiën aan het hof van koning Alfons V en later in Spanje in dezelfde functie voor koning Ferdinand II en koningin Isabella I van Castilië. Vanwege de beruchte Spaanse Inquisitie in 1492 vluchtte Abarbanel naar Italië omdat hij zich niet bekeerde tot het christendom.
Zijn vermaarde uitgebreide verklaring op de Tora is voor het eerst in 1579 in Venetië gepubliceerd. Ook schreef hij een verklaring op het boek Daniël, Majenee HaJesjoe'a (bronnen van verlossing). Verder heeft hij een aantal boeken over het messianisme geschreven en viel hij in zijn publicaties de christelijke theologie aan, hetgeen in die dagen niet zonder gevaar was.